# Magnetorecepcja
Magnetorecepcja – zdolność organizmu do wykrywania kierunku linii ziemskiego pola magnetycznego umożliwiająca orientację w przestrzeni. Zdolność tę ma wiele zwierząt, w tym człowiek, przy czym jej aktywne wykorzystanie – nazywane nawigacją geomagnetyczną – zaobserwowano tylko u niektórych, np. u zwierząt wędrownych (m.in. ptaki, pszczoły, ryby, walenie i żółwie).
Postawioną przez von Middendorffa w 1859 r. hipotezę o wykorzystywaniu przez ptaki wędrowne magnetorecepcji potwierdziły badania Wiltschko i Merkela przeprowadzone w 1966 r. oraz Wiltschko i Wiltschko w 1996 r. na rudzikach i kilkunastu innych gatunkach ptaków.
Zjawisko magnetorecepcji pozostaje słabo rozpoznane. W 1981 r. Joseph Kirschvink wysunął hipotezę, iż receptorem magnetyzmu są odkryte w organizmach wielu gatunków kryształy magnetytu, które występują w pobliżu komórek nerwowych. W 2012 r. zespół Davida Anthony'ego Keysa obalił hipotezę magnetytu udowadniając, że kryształy to produkt metabolizmu komórek układu odpornościowego. Od tego czasu za receptory magnetyzmu najczęściej uważa się grupę białek (tzw. kryptochromów), która występuje w siatkówce oka wielu gatunków czułych na magnetyzm (w tym ludzi). Hipoteza kryptochromów nie jest powszechnie uznawana i ma wielu przeciwnków, którzy wskazują, że ziemskie pole magnetyczne jest za słabe by kryptochromy je wykrywały. Badania Xie Can przyczyniły się natomiast do odkrycia białka nazwanego MagR, które wiąże się z żelazem oraz kryptochromem i reaguje na występowanie pola magnetycznego.